# Cadwgan ap Owain
Cadwgan ap Owain (muerto en el 951) fue un rey conjunto de Glywysing en el País de Gales de la Alta Edad Media junto con su hermano Gruffydd ap Owain. Era hijo de Owain ap Hywel, mientras que su otro hermano Morgan el Viejo gobernó en el reino de Gwent.
Su asesinato «por los sajones» quedó registrado en los Annales Cambriae. La reconstrucción de Phillimore de las fechas sitúa la entrada en el año 951. Después de su fallecimiento, los reinos de Gwent y Glywysing se unieron bajo su hermano Morgan como Morgannwg.